# Eupelmus nubilipennis
Eupelmus nubilipennis är en stekelart som beskrevs av Förster 1860. Eupelmus nubilipennis ingår i släktet Eupelmus, och familjen hoppglanssteklar. Arten är reproducerande i Sverige.